# Danni Suzuki
Daniele Suzuki, mais conhecida como Danni Suzuki ou Dani Suzuki (e anteriormente conhecida como Daniele Suzuki; Rio de Janeiro, 21 de setembro de 1977) é uma atriz, diretora e apresentadora de televisão, palestrante e professora brasileira.

## Biografia
Danni Suzuki nasceu na cidade do Rio de Janeiro, capital do estado homônimo, em 21 de setembro de 1977. Descendente de japoneses, alemães, italianos e indígenas, é filha de Hiroshi Suzuki, engenheiro, e Ivone Suzuki, professora. Danni Suzuki é a segunda filha do casal, tendo como irmã Alessandra Suzuki, bailarina e um ano mais velha que Danni. Durante sua infância, viveu com a família no bairro carioca do Grajaú, até seus quatorze anos de idade e estudou em escolas privadas. Em uma parte de sua adolescência e juventude, Danni Suzuki viveu no Flamengo. Danni tem 1,65 m de altura e é formada em Desenho Industrial e pós-graduada em Neurociência e Comportamento pela PUC-RJ, além de ter formação em Direção e Atuação pela NY Film Academy.

## Carreira
Seu primeiro comercial foi para Coca-Cola em 1987. Começou a carreira na televisão na novela Uga Uga, na Rede Globo. Em 2002 participou do seriado Sandy e Junior. Em 2003 interpretou a japonesa "Miyuki", na telenovela adolescente Malhação. Ficou no seriado teen até a metade da temporada de 2005. Ainda em 2005, atuou na telenovela Bang Bang, no papel da personagem Yoko Bell. Como apresentadora, esteve à frente do programa Mandou Bem, no canal a cabo Multishow. Comandou o programa Tribos, na mesma emissora, e esteve no ar na novela Ciranda de Pedra, na faixa das 18h da Globo. Foi a segunda colocada no quadro "Dança no Gelo 2" do Domingão do Faustão. Enquanto atuou na novela Pé na Jaca, em 2007, fez um ensaio sensual para o site Paparazzo. Interpretou a médica Ellen na telenovela Viver a Vida, da Rede Globo, e também apresentou o programa Pé no Chão, do Multishow.
Em 2014, Suzuki voltou ao seriado Malhação, mas dessa vez na pele da professora Roberta. Dani estava cotada para ser a protagonista de Sol Nascente'’
Danni é professora do curso de pós-graduação “Influência Digital: Conteúdo e Estratégia” da PUC-RS e também atua como palestrante, já tendo palestrado no TEDx por quatro vezes.

## Vida pessoal
Em 13 de abril de 2011, Danni se casou com o empresário Fábio Novaes em uma cerimônia na ilha de Maui, no Havaí. Em 13 de junho de 2011 nasceu o primeiro filho do casal, Kauai. Separaram-se em 2013.

## Filmografia

### Televisão
| Ano        | Título            | Personagem / Cargo     | Notas                               |
| ---------- | ----------------- | ---------------------- | ----------------------------------- |
| 2000       | Uga Uga           | Sarah                  | Episódio: "20 de julho"             |
| 2001       | Malhação          | Lúcia                  | Episódio: "2 de abril"              |
| 2001       | Estrela-Guia      | Bianca                 | Episódio: "13 de junho"             |
| 2002       | Sandy & Junior    | Yoko Grilo             | Temporada 4                         |
| 2003–2005  | Malhação          | Miyuki Shimahara       | Temporadas 10–12                    |
| 2003       | Destino Verão     | Apresentadora          |                                     |
| 2004–2005  | Demorô            | Apresentadora          |                                     |
| 2005       | Cilada            | Aninha                 | Episódio: "Praia" Episódio: "Motel" |
| 2005       | Mandou Bem        | Apresentadora          |                                     |
| 2005       | Bang Bang         | Yoko Bell              |                                     |
| 2006–2007  | Tribos            | Apresentadora          |                                     |
| 2006       | Pé na Jaca        | Rosa Tanaka            |                                     |
| 2006       | Dança no Gelo     | Participante           | Temporada 1                         |
| 2007       | Os Caras de Pau   | Ela mesma              | Episódio: "Esportes"                |
| 2008       | Ciranda de Pedra  | Alice                  |                                     |
| 2008–2010  | Pé no Chão        | Apresentadora          |                                     |
| 2009       | Viver a Vida      | Ellen Murakami Moreira |                                     |
| 2010       | Diversão & Cia    | Keila                  | Especial de fim de ano              |
| 2012       | Cheias de Charme  | Ela mesma              | Episódio: "28 de abril"             |
| 2012; 2015 | The Voice Brasil  | Repórter               | Temporadas 1, 4                     |
| 2013       | Vamos Rachar?     | Apresentadora          |                                     |
| 2013       | Vai que Cola      | Charlatananda          | Episódio: "O Oposto da Felicidade"  |
| 2014       | Malhação Sonhos   | Roberta Fraga          | Temporada 22                        |
| 2019       | Baile de Máscaras | Fernanda               |                                     |
| 2020       | Arcanjo Renegado  | Capitã Luciana Mayumi  |                                     |
| 2021       | Desjuntados       | Paty                   |                                     |
| 2021       | O Plano É Esse    | Apresentadora          |                                     |
| 2024       | New Faces         | Apresentadora          |                                     |

### Cinema
| Ano  | Título                                      | Personagem         |
| ---- | ------------------------------------------- | ------------------ |
| 2000 | Sabor da Paixão                             | Yoko               |
| 2002 | Avassaladores                               | Namorada de Thiago |
| 2007 | Surpresa                                    | Maya               |
| 2008 | O Guerreiro Didi e a Ninja Lili             | Yolanda            |
| 2009 | Os Normais 2 - A Noite Mais Maluca de Todas | Zoé                |
| 2011 | Malu de Bicicleta                           | Asuka              |
| 2015 | Vai Que Cola - O Filme                      | Ela mesma          |
| 2016 | Pulso                                       | Diretora           |
| 2019 | Despertar - Data Limite                     | Ela mesma          |
| 2021 | Um Casal Inseparável                        | Cris               |
| 2023 | Patos!                                      | Lelé (dublagem)    |
| 2024 | Kung Fu Panda 4                             | Zhen (dublagem)    |
| 2024 | Segredos                                    | Naomi              |

## Teatro
| Ano     | Título                      | Personagem |
| ------- | --------------------------- | ---------- |
| 1998    | Power Of Imagination Disney | Fa Mulan   |
| 2003–04 | O Rouxinol do Imperador     | Ming Su    |
| 2019    | Paixão de Cristo            | Salomé     |

Entrevista
| Ano  | Título                       | Ref.   |
| ---- | ---------------------------- | ------ |
| 2016 | The Noite com Danilo Gentili | [ 32 ] |

## Prêmios e indicações
| Ano  | Categoria                | Festival                           | Trabalho  | Notas    |
| ---- | ------------------------ | ---------------------------------- | --------- | -------- |
| 2006 | Melhor Dança             | Melhores do Ano                    | dançarina | Venceu   |
| 2006 | Dança do gelo            | Domingão do Faustão                | dançarina | Indicado |
| 2009 | Melhor atriz coadjuvante | Grande Prêmio do Cinema Brasileiro | Zoé       | Indicado |
| 2019 | Melhor diretora          | Olympus Film Festival              | Pulso     | Venceu   |